# 2. List do Tymoteusza
Drugi list do Tymoteusza [2 Tm] – jeden z trzech listów pasterskich, tradycyjnie przypisywany apostołowi Pawłowi, stanowiący jedną z ksiąg Nowego Testamentu.

## Wprowadzenie
Drugi list do Tymoteusza według późniejszej tradycji chrześcijańskiej jest ostatnim natchnionym pismem pochodzącym od apostoła Pawła, dlatego też czasem jest nazywany jego testamentem. Apostoł przewidywał, że już zbliża się chwila jego śmierci, o czym świadczy fragment „Albowiem krew moja już ma być wylana na ofiarę, a chwila mojej rozłąki nadeszła" (2 Tm 4,6). Nie jest to jednak dla niego powód do trwogi, gdyż jak sam w następnym wersie stwierdza „W dobrych zawodach wystąpiłem, bieg ukończyłem, wiary ustrzegłem”.
Adresatem listy jest Tymoteusz, najbliższy uczeń i współpracownik Pawła. Pozostawiony w Efezie, aby czuwał nad tamtejszym lokalnym Kościołem, uzyskuje cenne rady i napomnienia, jakie przymioty ma w sobie rozwijać, jak głosić ewangelię i jak zachować nienaruszoną naukę Pańską oraz otrzymuje ostrzeżenie przed odstępcami od prawdziwej wiary i mającymi nadejść ciężkimi czasami.

## Autorstwo i datowanie
Autorstwo listu jest niepewne. Tradycyjnie za autora uznawany jest Apostoł Paweł, który miał napisać „Drugi list do Tymoteusza” w Rzymie jako więzień tuż przed swoją męczeńską śmiercią ok. 64–67 roku po Chrystusie. Krytycy tekstu dopatrują się w nim jednak pewnych odmienności stylistycznych, językowych i historycznych w stosunku do pozostałych listów Pawłowych i wyprowadzają z tego wniosek, że księga jest prawdopodobnie pseudoepigrafem, tj. została napisana przez anonimowego autora, który użył imienia znanego apostoła dla nadania listowi autorytetu. Wielu biblistów przyjmuje tę hipotezę za prawdziwą i przypisuje autorstwo listu uczniowi Pawła. Powstanie księgi szacuje się na koniec I wieku (Encyklopedia PWN).

## Treść
Autor listu zwraca się nie tylko do samego odbiorcy – Tymoteusza, lecz przez niego do całego Kościoła, o czym świadczą ostatnie słowa „Łaska z wami!”.
Po wstępnych pozdrowieniach, Paweł dziękuje Bogu za wiarę Tymoteusza (1,3–5), od którego domaga się męstwa w głoszeniu Ewangelii, strzeżenia powierzonego skarbu wiary oraz wytrwania w trudnościach. Poucza on Tymoteusza, w jaki sposób ma walczyć z szerzącymi herezję („Unikaj czczej gadaniny”, „Wystrzegaj się głupich i niedorzecznych dociekań – wiesz przecież, że rodzą się z nich spory”) oraz jakie przymioty przystają słudze Bożemu („zabiegaj o sprawiedliwość, wiarę, miłość i pokój”), zachęca go aby gorliwie się o nie starał. Księga zawiera informacje autobiograficzne. Dowiadujemy się o stanie duchowym Pawła, o osobach, które go opuściły i tych, którzy byli mu pomocni, jak Onezyfor czy jedyny pozostały przy nim Łukasz. Paweł wspominając cierpienia i prześladowania jakie go spotykały podczas głoszenia wyznaje, że wszystkie znosił dla nauczania ewangelii o Jezusie Chrystusie, który powstał z martwych. Jednocześnie jest przekonany o tym, że Pan jest z nim. Wiedząc o swej rychłej śmierci zachęca wszystkich do trwania w wierze i powołaniu.
Tymoteuszowi zostawia obowiązek przekazania swojej nauki dalej, ludziom „godnym zaufania”, którzy będą potrafili nauczać innych. Jednocześnie ostrzega, że „w ostatnich dniach” nastaną trudne chwile ze względu na nasilenie się zła wśród ludzi, którzy będą zachowywać „pozory pobożności”; od takich nakazuje trzymać się z dala.

## Odniesienia
Ustęp „Wszelkie Pismo od Boga natchnione [jest] i pożyteczne do nauczania, do przekonywania, do poprawiania, do kształcenia w sprawiedliwości…” (2 Tm 3, 16) uznaje się za jeden z argumentów za natchnieniem Pisma Świętego i w takim znaczeniu podaje to konstytucja Soboru Watykańskiego II – Konstytucja Dogmatyczna o Objawieniu Bożym „Dei Verbum”, III, 11.
Fragment księgi „Weź udział w trudach i przeciwnościach jako dobry żołnierz Chrystusa Jezusa!” był inspiracją dla nazwy polskiej grupy muzycznej (2Tm2,3).
W filmie Księga Ocalenia pod koniec znajduje się cytat „W dobrych zawodach wystąpiłem, bieg ukończyłem, wiary ustrzegłem”.